# Дарнан, Жозеф
Жозе́ф Дарнан (фр. Joseph Darnand; 1897—1945) — французский коллаборационист, член правительства Виши. Осуждён по обвинению в государственной измене и расстрелян по приговору французского суда.

## Биография
Эме-Жозеф Дарнан родился 19 марта 1897 года в коммуне Колиньи во Франции. Участвовал в Первой мировой войне. Имел специальность журналиста. В 1925 году Дарнан вошёл в экстремистскую организацию «Аксьон франсез». В 1936 году он стал членом так называемой Французской народной партии Жака Дорио.

### Вторая мировая война
После начала Второй мировой войны и объявления войны Германии Великобританией и Францией, в 1939 году Дарнан был мобилизован. В 1940 году, во время прорыва немцами линии Мажино, был взят в плен, но вскоре после капитуляции Франции был освобождён и уехал в Ниццу. Дарнан выражал прогерманские настроения и поддерживал правительство Виши. Первоначально он возглавил Французский легион ветеранов в департаменте Приморские Альпы. В январе 1942 года Дарнан основал и возглавил так называемую военизированную легионерскую службу, которая спустя год была преобразована во французскую милицию. К этому времени она насчитывала уже около 30 тысяч членов. Как глава милиции Дарнан несёт непосредственную ответственность за жестокие подавления выступлений французского Сопротивления, депортации евреев, аресты левых и других противников прогерманского режима. Дарнан был членом французских формирований СС, имел звание штурмбаннфюрера. 29 декабря 1943 года он был официально назначен главой французской полиции, а позже в его ведение было передано управление французскими тюрьмами.
10 января 1944 года Дарнан стал генеральным секретарём правительства Виши. С 13 июня по 14 августа 1944 года он занимал пост министра внутренних дел правительства Виши. После вторжения союзников и освобождения Франции Дарнан бежал в Германию, где вошёл в состав французского правительства, созданного гитлеровцами в Зигмарингене в должности генерал-секретаря Французской милиции.

### Арест, суд и смертная казнь
После поражения Германии, 12 мая 1945 года, Дарнан был арестован американцами, но вскоре освобождён и уехал в Италию. Уже 28 июня 1945 года Дарнана захватили сотрудники секретной службы Великобритании, после чего 3 июля он был передан французским властям по их запросу и отдан под суд. 3 октября 1945 года последний приговорил бывшего начальника вишистской полиции Жозефа Дарнана к высшей мере наказания — смертной казни через расстрел. 10 октября 1945 года приговор был приведён в исполнение в форте Шатийон в окрестностях Парижа.